# 松永市
松永市（日语：／ Matsunaga shi */?）是過去位於日本廣島縣東南部，沼隈半島西半部的行政區劃，位於福山市與尾道市之間；已於1966年與東側的福山市合併為新設置的福山市。

## 歷史
過去在令制國時代屬於備後國沼隈郡，17世紀進入江戶時代後屬於福山藩的領地。
松永市的主要市區過去在江戶時代前仍是名為「松永灣」的海域，17世紀福山藩開始在此進行圍墾工程，將此區域開發為鹽田，在近代鹽田廢除後逐漸成為住宅區。
19世紀末明治維新實施廢藩置縣後，改隸屬福山縣，1871年福山縣與過去備後國的東部區域、備中國的全部區域一同被整併為深津縣，不過隔年因縣廳遷移而更名為小田縣。後在1875年一度隨著小田縣被併入岡山縣，但僅一年後，過去屬於備後國的區域又從岡山縣分出，改劃入廣島縣。
1889年日本實施町村制，松永市的轄區在當時分屬松永村、今津村、金江村、神村、東村、藤江村、本鄉村、柳津村八個行政區劃，1954年這些區域被整併為松永市，1966年與東側的福山市進行對等合併，合併後則繼續使用福山市的名稱。

### 變遷表
| 1889年4月1日 | 1889年 - 1926年      | 1926年 - 1954年     | 1926年 - 1954年      | 1955年 - 1989年      | 1989年 - 現在             | 現在                      |                           |
| ------------ | -------------------- | ------------------- | -------------------- | -------------------- | ------------------------- | ------------------------- | ------------------------- |
| 松永村       | 1900年3月3日 松永町  | 1953年4月1日 松永町 | 1954年3月31日 松永市 | 1954年3月31日 松永市 | 1966年0月1日 合併為福山市 | 1966年0月1日 合併為福山市 | 1966年0月1日 合併為福山市 |
| 今津村       | 1926年11月1日 今津町 | 1953年4月1日 松永町 | 1954年3月31日 松永市 | 1954年3月31日 松永市 | 1966年0月1日 合併為福山市 | 1966年0月1日 合併為福山市 | 1966年0月1日 合併為福山市 |
| 神村         |                      |                     | 1954年3月31日 松永市 | 1954年3月31日 松永市 | 1966年0月1日 合併為福山市 | 1966年0月1日 合併為福山市 | 1966年0月1日 合併為福山市 |
| 金江村       |                      |                     | 1954年3月31日 松永市 | 1954年3月31日 松永市 | 1966年0月1日 合併為福山市 | 1966年0月1日 合併為福山市 | 1966年0月1日 合併為福山市 |
| 東村         |                      |                     | 1954年3月31日 松永市 | 1954年3月31日 松永市 | 1966年0月1日 合併為福山市 | 1966年0月1日 合併為福山市 | 1966年0月1日 合併為福山市 |
| 藤江村       |                      |                     | 1954年3月31日 松永市 | 1954年3月31日 松永市 | 1966年0月1日 合併為福山市 | 1966年0月1日 合併為福山市 | 1966年0月1日 合併為福山市 |
| 本鄉村       |                      |                     | 1954年3月31日 松永市 | 1954年3月31日 松永市 | 1966年0月1日 合併為福山市 | 1966年0月1日 合併為福山市 | 1966年0月1日 合併為福山市 |
| 柳津村       |                      |                     | 1954年3月31日 松永市 | 1954年3月31日 松永市 | 1966年0月1日 合併為福山市 | 1966年0月1日 合併為福山市 | 1966年0月1日 合併為福山市 |

## 行政

### 歴任市長
| 屆 | 任 | 姓名     | 上任日期       | 卸任日期       | 備註                                 |
| -- | -- | -------- | -------------- | -------------- | ------------------------------------ |
| 1  | 1  | 石井謙三 | 1954年5月2日   | 1958年5月1日   | 原松永町町長                         |
| 2  | 1  | 石井謙三 | 1958年5月1日   | 1959年11月9日  | 因病辭職                             |
| 3  | 2  | 山本長市 | 1959年12月23日 | 1963年12月22日 |                                      |
| 4  | 2  | 山本長市 | 1963年12月23日 | 1966年2月24日  | 於任內過世                           |
| 5  | 3  | 矢野泰之 | 1966年3月13日  | 1966年4月30日  | 因松永市與福山市合併，任期提前結束。 |

## 交通

### 鐵路
- 日本國有鐵道
  - 山陽本線：（←福山市） - 松永車站 - （尾道市→）